# Les Dalton sur le sentier de la guerre
Les Dalton sur le sentier de la guerre est le trente-quatrième histoire de la série Lucky Luke par Morris (dessin) et René Goscinny (scénario). Elle est publiée pour la première fois en 1961 dans le journal Le Parisien libéré, puis en 1964 dans l'album Les Dalton courent toujours.

## Univers

### Synopsis
Sous les ordres de leur chef Tichose, les Apaches ont pris le sentier de la guerre et s'attaquent au pénitencier où sont détenus les Dalton. 
Les gardiens rédigent alors un message demandant de l'aide à la cavalerie, mais n'ont d'autre choix que de charger Rantanplan de le délivrer, en espérant que le chien parviendra à remplir sa mission. Malgré la stupidité de l'émissaire, le message parvient à Lucky Luke qui accompagne la cavalerie. Cette dernière se porte aussitôt au secours des assiégés et arrive au pénitencier au moment où celui-ci est attaqué par les Apaches. Les soldats parviennent à mettre les assaillants en déroute. 
Malheureusement, les Dalton ont profité du désordre pour s'évader. Ils sont aussitôt capturés par les Apaches et attachés à des poteaux de torture. Or, au moment où le grand sorcier s'apprête à donner le signal pour les exécuter, Averell éternue et il se met à pleuvoir : les Indiens le prenant pour une sorte de grand sorcier, ils le détachent. Une fois libres, les Dalton entraînent les Apaches à devenir des « bandits de grand chemin ». Les Indiens attaquent des banques et des diligences dans les villes avoisinantes, mais seuls les Dalton profitent du butin.
Lucky Luke tente de parlementer avec Tichose, mais échoue. Afin d'éviter la guerre, il veut à tout prix renouer le dialogue avec le chef des Apaches, mais ne sait comment faire pour retrouver le chemin de leur campement, puisque Jolly Jumper et lui avaient les yeux bandés quand ils ont rencontré Tichose. Seul Rantanplan pourrait le retrouver car, au cours de la première entrevue, les Indiens avaient omis de lui bander les yeux. Sans trop de faire d'illusions, Luke tente tout de même de suivre le chien et parvient — non sans surprise — au campement apache. Là, le cow-boy réussit à convaincre Tichose qu'Averell n'est qu'un imposteur et que les Dalton ne font que se servir de ses guerriers pour s'enrichir. Joe Dalton prend alors Tichose comme otage mais il est neutralisé... par Rantanplan. 
Les Dalton sont capturés et retournent au pénitencier. Les Apaches fument le calumet de paix avec le représentant du gouvernement américain qui tente, non sans mal, de féliciter Rantanplan.

### Personnages
- Lucky Luke
- Jolly Jumper
- les Dalton
  - Averell Dalton : le plus grand et le plus bête, toujours affamé, « gaffeur-né »[2].
  - Jack Dalton : plus petit qu'Averell, mais plus grand que William.
  - William Dalton : plus petit que Jack, mais plus grand que Joe, avec Jack ils « constituent le chœur grec »[2].
  - Joe Dalton : le plus petit, le plus teigneux, « stupide, (...) égoïste, vaniteux, cruel et avide »[2], il voue une haine inextinguible à Lucky Luke.

- les Apaches
  - Tichose : chef de la tribu qui terrorise la région du pénitencier, il fait semblant de ne pas comprendre le langage des « visages pâles ».
  - Alfonsino : guerrier fait prisonnier par Lucky Luke, il devient le traducteur de la tribu/

## Publication

### Revues
Le Parisien Libéré, 1961

### Album
Éditions Dupuis, n° 23, 1964